# Camani
Camani est la capitale de la paroisse civile de Medio Ventuari dans la municipalité de Manapiare dans l'État d'Amazonas au Venezuela sur les rives du río Ventuari.